# کریم‌آباد (کنگاور)
کریم‌آباد روستایی در دهستان کرماجان بخش مرکزی شهرستان کنگاور استان کرمانشاه ایران است.

## جمعیت
بر پایه سرشماری عمومی نفوس و مسکن در سال ۱۳۹۵ جمعیت این روستا ۸۶ نفر (۲۳خانوار) بوده‌است.